# لی اون
لی اون (کره‌ای: 이언؛ ۵ فوریه ۱۹۸۱ – ۲۱ اوت ۲۰۰۸) بازیگر و مدل اهل کره جنوبی بود که به خاطر ایفای نقش در مجموعه تلویزیونی کافه پرنس (۲۰۰۷) شناخته شد.